# Campionato francese di rugby a 15 1937-1938
Il Campionato francese di rugby a 15 di prima divisione 1937-1938 fu vinto dal Perpignan  che sconfisse il Biarritz in finale.

## Formula
- 40 squadre divise in 8 gruppi di 5 (girone all'italiana solo andata).
- Le prime due di ogni girone agli ottavi di finale
- Dagli ottavi eliminazione diretta su partita secca

## Contesto
La Francia, esclusa dal "Cinque nazioni", mantenne i rapporti con i paesi del continente, vincendo il torneo FIRA organizzato a Bucarest.

## Semifinali
USA Perpignan - Stade bordelais UC 8-3
Biarritz olympique - AS Montferrand 3-0

## Finale
| Arbitro: | Léopold Mailhan |

| |            | |
| mete: Brazès (2), Casenove trasf.: Desclaux | Marcatori  | mete: Sallenave c.p.: Boutayre |
| Sauveur Moly Louis Montagné André Poncy Marcel Llary Egalité Casenove Henri Gras Lucien Ballini Jacques Palat Roger Vaills Gilbert Lavail André Abat Noël Brazès Joseph Desclaux Jean Serre Paul Porical | Formazioni | Francis Daguerre André Henon Alfred Guiné Jean-Baptiste Lefort Etienne Ithurra Louis Lascaray Gabriel Boutayre Henri Leguay Raoul Gascon Henri Haget Claude Paquin Gabriel Haget Jacques Arrizabalaga Jean Galey Rémi Sallenave |